# Oekraïense Katholieke Universiteit
De Oekraïense Katholieke Universiteit (Oekraïens: Український Католицький Університет - УКУ) is een aan de Oekraïense Grieks-Katholieke Kerk verbonden katholieke universiteit in Lviv, Oekraïne.

## Geschiedenis
In 1928 werd de Grieks-Katholieke Theologische Academie opgericht in Lviv. Ten tijde van de Sovjet-Unie werd de academie opgeheven. De theologische academie werd heropend in 1994. In 2002 werd de Theologische Academie van Lviv omgevormd tot de Oekraïense Katholieke Universiteit.

## Faculteiten
- Faculteit theologie - wijsbegeerte
- Faculteit geesteswetenschappen
- Medische faculteit
- Faculteit toegepaste wetenschappen
- Faculteit sociale wetenschappen
- Faculteit bedrijfskunde